# Théophile Nare
Théophile Nare (né le 7 juillet 1966 à Yargo) est évêque catholique burkinabè. Il est l'évêque de Kaya depuis 2019.

## Biographie
Théophile Nare est né le 7 juillet 1966 et ordonné prêtre le 8 juillet 1994 et incardiné dans l'archidiocèse de Koupéla. Après avoir été vicaire pendant plusieurs années, il effectue des études à Rome, Jérusalem et Paris. De retour dans son pays, il devient administrateur de la cathédrale de son diocèse et, les années suivantes, il est chargé de cours, entre 2006 et 2011, dans les séminaires de Wayalghin et de Koumi de 2011 à 2018.
Le 7 décembre 2018, le pape François le nomme évêque ordinaire du diocèse de Kaya. Il est consacré le 2 mars 2019 par le nonce apostolique au Burkina Faso, Piergiorgio Bertoldi.